# Territori de Belfort
|  | Per a altres significats, vegeu «Belfort (desambiguació)». |

El Territori de Belfort (90) (en francèsTerritoire de Belfort) és un departament francès de la regió de Borgonya-Franc Comtat.

## Geografia
El Territori de Belfort limita amb els departaments del Doubs i de l'Alt Saona, també de la régió Borgonya-Franc Comtat, i amb els departaments de l'Alt Rin i dels Vosges, de la regió del Gran Est. Així mateix, limita amb el cantó suís de Jura.
Aquest és el departament més petit de França, després del departament de París i dels que formen la petite couronne, l'àrea metropolitana més propera a París (Alts del Sena, Sena Saint-Denis i Val-de-Marne).
El territori departamental està dividit en 9 cantons i 102 comunes (municipis).
El punt més alt és el ballon d'Alsace (1 247 m).

## Història
El Territori de Belfort naixé l'any 1871 a conseqüència de la signatura del tractat de Frankfurt, que posà fi a la Guerra francoprussiana. Així, mentre que Alemanya s'annexionava la major part d'Alsàcia i bona part de Lorena, l'extrem sud-oest del departament de l'Alt Rin, al voltant de la ciutat de Belfort, romangué territori francès.
Dues són les raons que van motivar aquesta decisió:
- La població de Belfort era francòfona, contràriament al que passava als territoris d'Alsàcia i Lorena cedits a Alemanya, de parla germànica i que van ser cedits en qualitat de territoris de l'Imperi Alemany.

- La ciutat de Belfort havia resistit heroicament tres setges per part de les tropes alemanyes, l'últim dels quals durà 103 dies, per la qual cosa hauria estat inconcebible cedir la ciutat a l'Imperi Alemany finalitzada la guerra.

Després d'haver conservat un estatus especial durant un cert temps, l'any 1922 el Territori de Belfort esdevingué oficialment el 90è departament francès.

## Demografia
La ciutat de Belfort es desenvolupà notablement a partir de l'any 1871, quan esdevingué una important plaça forta degut a la proximitat de la frontera amb Alemanya. Així mateix, a partir de l'any 1872 nombroses societats industrials alsacianes s'hi instal·laren (entre aquestes destaca la Société Alsacienne de Constructions Mécaniques, l'actual Alstom) per a conservar llur accés al mercat francès.
També molts alsacians van decidir fer el mateix que les seves empreses i així conservar la nacionalitat francesa. La conseqüència d'aquest fenomen fou que la població de la ciutat de Belfort passà de 8.000 a 25.000 habitants en menys de vint anys.
Després de la fi de la Segona Guerra Mundial, el departament continuà atraient població, aquesta vegada procedent de totes les regions de l'est de França gràcies al dinamisme de les seves empreses. Aquest creixement de població durà fins als anys vuitanta.
La població de la ciutat de Belfort supera en l'actualitat la xifra de 50.000 habitants. La seva rodalia ha crescut en població des de la dècada dels setanta gràcies als belfortains que hi troben una millor qualitat de vida.
Avui dia, el Territori de Belfort encara atrau treballadors alsacians, que hi busquen un allotjament més econòmic que a la seva regió d'origen. Aquests nouvinguts s'instal·len majoritàriament a la zona més oriental del departament, la més propera a Alsàcia.

## Política

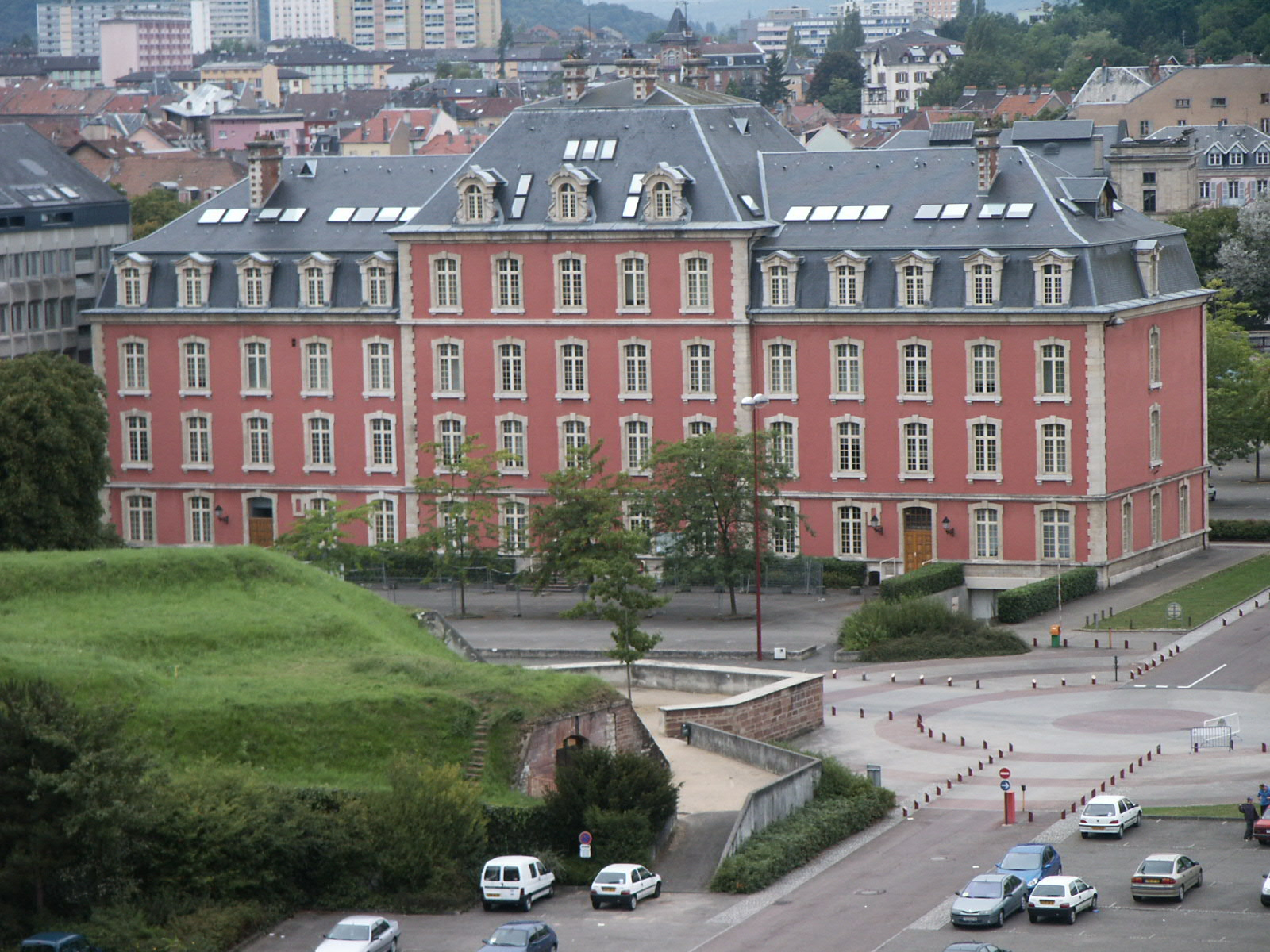
Seu del Consell General del Territori de Belfort

El Consell General del Territori de Belfort està controlat per l'esquerra, que hi té la majoria absoluta. Aquesta assemblea és l'òrgan deliberant del departament.
Els seus membres, anomenats consellers generals, són escollits per un mandat de 6 anys. Ara bé, no tots els cantons celebren eleccions alhora, sinó que una meitat dels cantons les celebra en una data, i l'altra meitat les celebra 3 anys més tard. Així, cada 3 anys, es renova parcialment el Consell General del Territori de Belfort.
L'escrutini es fa seguint el mateix sistema que regeix per a les eleccions legislatives: majoritari uninominal a dues voltes. Per a poder passar a la segona volta, cal obtenir el vot del 10% dels inscrits. Un candidat podrà sortir elegit conseller general des de la primera volta si hi aconsegueix la majoria absoluta dels vots emesos i com a mínim el vot del 25% dels inscrits al cens electoral.
L'atribució principal del Consell General és la de votar el pressupost del departament. Actualment, la composició política d'aquesta assemblea és la següent:
- Partit Socialista (PS): 6 consellers generals
- Moviment Republicà i Ciutadà (MRC): 5 consellers generals
- Unió per un Moviment Popular (UMP): 3 consellers generals
- No-adscrits de dreta: 1 conseller general

Així mateix, l'altra principal funció del Consell General és la d'escollir d'entre els seus membres una comissió permanent, formada per un president i diversos vicepresidents, que serà l'executiu del departament. Actualment, el càrrec de president l'ocupa el socialista Yves Ackermann, elegit conseller general pel cantó de Valdoie, on va guanyar les eleccions cantonals amb el 53,56% dels vots emesos a la segona volta. El Partit Socialista governa aquest departament amb el suport del MRC.
El MRC, partit polític també d'esquerra i fundat per l'ex-ministre Jean-Pierre Chevènement (nascut a la ciutat de Belfort l'any 1939), va governar el Territori fins a les eleccions cantonals de 2004, en què va perdre la majoria al Consell General del Territori de Belfort.